# Botoș
Botoș – wieś w Rumunii, w okręgu Suczawa, w gminie Ciocănești. W 2011 roku liczyła 406 mieszkańców.